# Adrián Aldrete
Adrián Aldrete est un footballeur mexicain né le 14 juin 1988 à Guadalajara. Il évolue au poste de défenseur au Cruz Azul Fútbol Club.

## Biographie
Adrián Aldrete participe à la Gold Cup 2013 avec l'équipe du Mexique.

## Carrière
- 2005-2012 : Monarcas Morelia ( Mexique)
  - 2006 : Dorados de Sinaloa ( Mexique)
- 2012-2014 : Club América ( Mexique)
- 2014-2016 : Santos Laguna ( Mexique)
- 2016-                          : Cruz Azul ( Mexique)

## Palmarès
- Vainqueur de la Coupe du monde des moins de 17 ans en 2005 avec l'équipe du Mexique
- Vainqueur de la SuperLiga en 2010 avec le Monarcas Morelia
- Champion du Mexique en 2013 (tournoi de clôture) avec le Club América